# Pierre Trentin

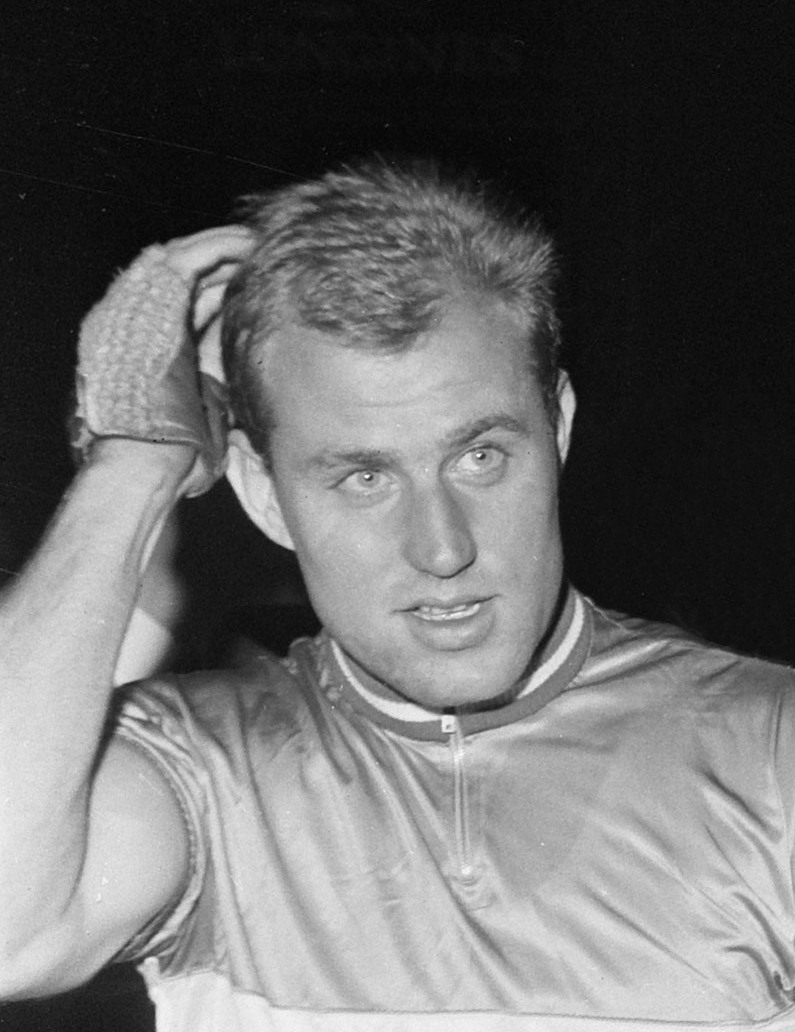
Pierre Trentin in 1967

Pierre Trentin (Créteil, 15 mei 1944) is een voormalige Franse wielrenner. Hij won als baanwielrenner twee gouden medailles en twee bronzen medailles op de Olympische Zomerspelen en behoort hiermee tot meest succesvolle atleten van de jaren zestig.

## Biografie
Trentin nam als 14-jarige al voor het eerst deel aan wielerwedstrijden. Opmerkelijk aan de carrière van Trentin is dat hij nooit de overstap naar de profs heeft gemaakt maar altijd bij de amateurs is blijven rijden. De reden hiervoor was dat hij een eigen bedrijf in lederbewerking had en de leiding hierover in eigen hand wilde houden. 
Zijn eerste internationale succes behaalde hij bij het wereldkampioenschap wielrennen in 1962 waar hij een derde plaats veroverde op de sprint voor amateurs. Een jaar later won hij op dezelfde discipline de tweede plaats. Ook behaalde Trentin in 1963 een tweede plaats op de Middellandse Zeespelen.
Bij de Olympische Spelen 1964 in Tokio behaalde hij een bronzen medaille op de 1 km tijdrit, zijn eerste Olympische medaille in zijn carrière. In hetzelfde jaar werd hij voor het eerst wereldkampioen op de sprint. In 1966 domineerde hij in Frankfurt aan de Main het WK-sprint door zijn eerste plaatsen op de 1 km tijdrit en de sprint voor tandem (samen met Daniel Morelon) en de tweede plaats op de sprint individueel. In 1967 werd hij wereldkampioen op de sprintindividueel en op de sprint voor tandem.  
Op de Olympische Spelen in 1968 in Mexico-Stad waren Trentin en Morelon beiden zeer succesvol op de baan. Op de sprint, gewonnen door Morelon, behaalde hij de bronzen medaille. Op de 1 km tijdrit sleepte hij echter de gouden medaille in de wacht, terwijl op de tandem een tweede gouden medaille behaalde samen met zijn vaste partner Morelon. Aan het einde van zijn carrière werd hij in 1969 en 1970 derde op het WK-sprint voor tandems. 
In de jaren 1967 en 1968 verbeterde hij diverse keren de wereldsnelheidsrecords op de 500m (2x) en de 1000m (5x) op de baan.

## Overwinningen en andere ereplaatsen

### Olympische Spelen
- 1964: Bronzen medaille 1 km tijdrit
- 1968: Gouden medaille op 1 km tijdrit
- 1968: Gouden medaille op de tandem sprint
- 1968: Bronzen medaille op de sprint, individueel

### Wereldkampioenschappen op de baan
1962
- 3e op de sprint, individueel, amateurs

1963
- 2e op de sprint, individueel, amateurs
- 1e op het Nationaal Kampioenschap sprint, individueel, amateurs

1964
- 1e op de sprint, individueel, amateurs

1965
- 1e op het Nationaal Kampioenschap sprint, individueel, amateurs

1966
- 2e op de sprint, individueel, amateurs
- 1e op de 1 km tijdrit
- 1e op de tandem sprint

1967
- 2e op de sprint, individueel, amateurs
- 2e op de tandem sprint

1969
- 3e op de tandem sprint

1971
- 3e op de 1 km tijdrit
- 3e op de tandem sprint

### Middellandse Zeespelen op de baan
- 2e tijdrit (1 kilometer)

1896: Paul Masson ·
1928: Willy Falck Hansen ·
1932: Dunc Gray ·
1936: Arie van Vliet ·
1948: Jacques Dupont ·
1952: Russell Mockridge ·
1956: Leandro Faggin ·
1960: Sante Gaiardoni ·
1964: Patrick Sercu ·
1968: Pierre Trentin ·
1972: Niels Fredborg ·
1976: Klaus-Jürgen Grünke ·
1980: Lothar Thoms ·
1984: Fredy Schmidtke ·
1988: Aleksandr Kiritsjenko ·
1992: José Manuel Moreno Periñan ·
1996: Florian Rousseau ·
2000: Jason Queally ·
2004: Chris Hoy
1908: André Auffray & Maurice Schilles ·
1920: Thomas Lance & Harry Ryan ·
1924: Jean Cugnot & Lucien Choury ·
1928: Daan van Dijk & Bernard Leene ·
1932: Louis Chaillot & Maurice Perrin ·
1936: Carl Lorenz & Ernst Ihbe ·
1948: Renato Perona & Ferdinando Terruzzi ·
1952: Russell Mockridge & Lionel Cox ·
1956: Anthony Marchant & Ian Browne ·
1960: Giuseppe Beghetto & Sergio Bianchetto ·
1964: Sergio Bianchetto & Angelo Damiano ·
1968: Pierre Trentin & Daniel Morelon ·
1972: Igor Zjelovalnikov & Vladimir Semenets